# Lac Plastiras (dème)

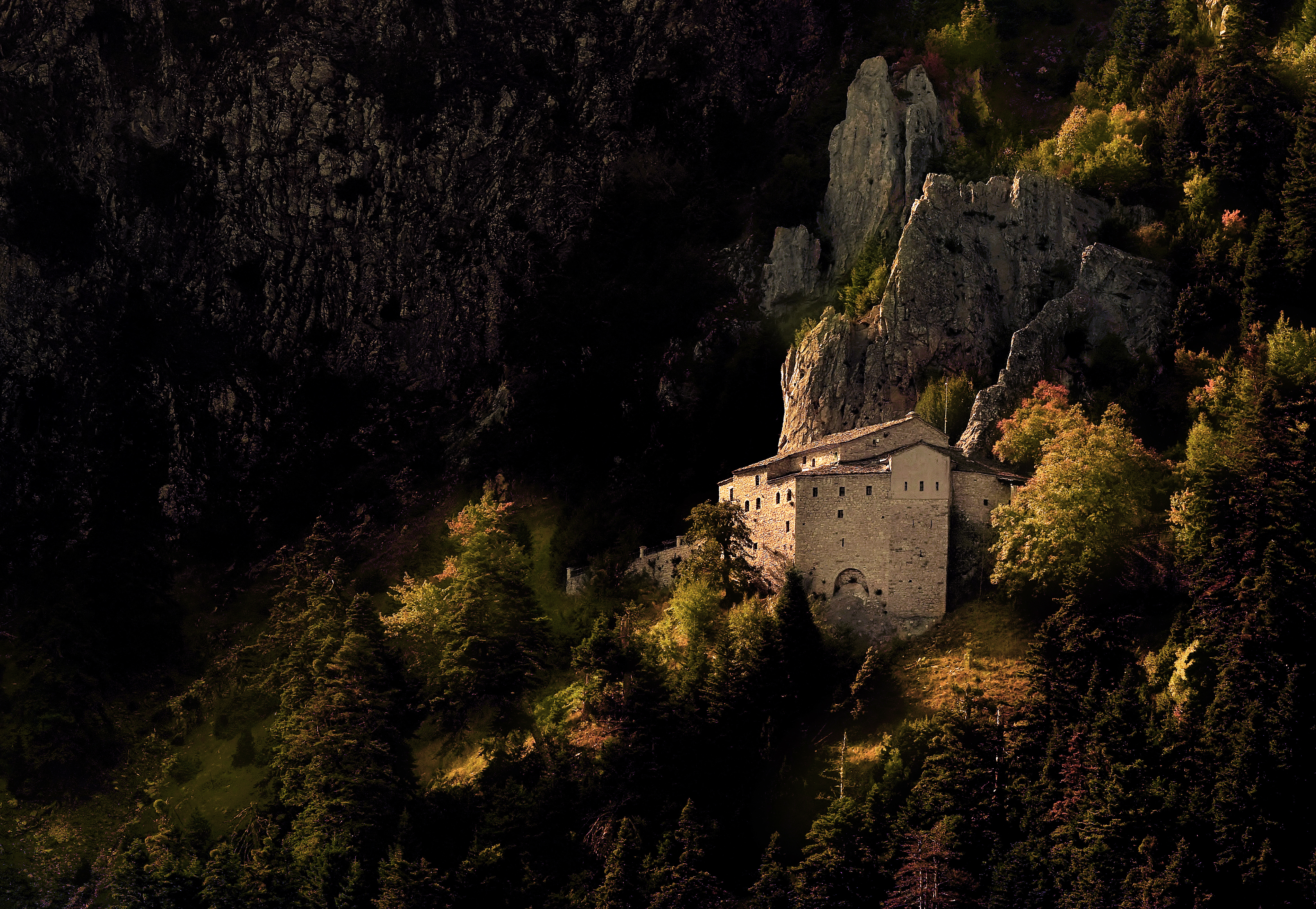
Le monastère Panagia Pelekiti, dans le dème Lac Plastiras. Octobre 2020.

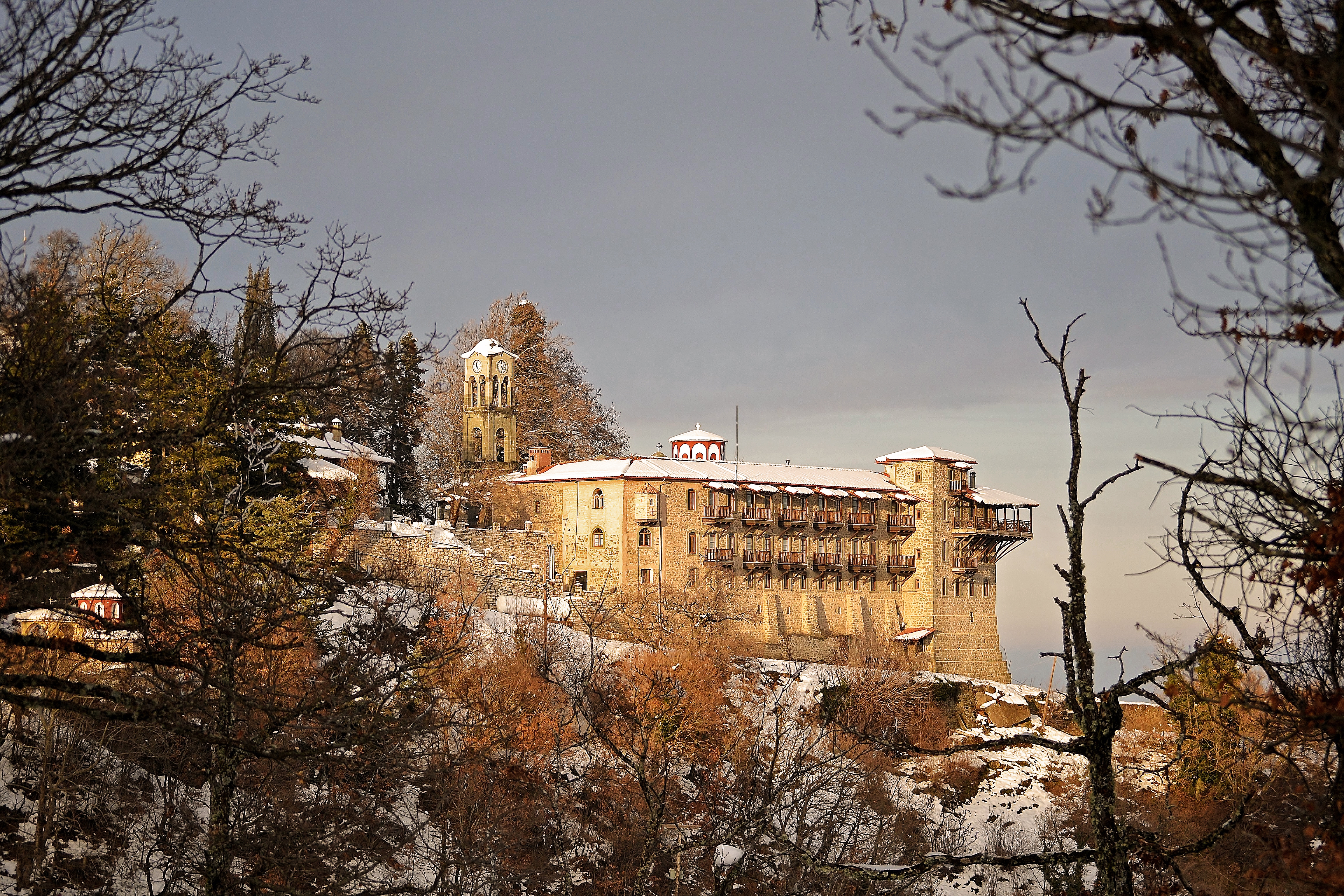
Le Μονή Κορώνης dans le Lac Plastiras. Janvier 2017.

Lac Plastiras (en grec : Λίμνη Πλαστήρα) est un dème situé dans la périphérie de la Thessalie en Grèce. Le dème actuel est issu de la fusion en 2011 entre les dèmes de Nevrópoli Agráfon et de Plastíras. Son nom provient du lac Plastiras, un lac artificiel, qui est lui-même nommé en l'honneur de Nikólaos Plastíras.